# Purbatua P Koling
Purbatua P Koling is een bestuurslaag in het regentschap Padang Sidempuan van de provincie Noord-Sumatra, Indonesië. Purbatua P Koling telt 830 inwoners (volkstelling 2010).